# Piet Sanders (1912-2012)
Pieter (Piet) Sanders (Schiedam, 21 september 1912 – aldaar, 27 september 2012) was een Nederlandse jurist, ambtenaar, hoogleraar en kunstverzamelaar.

## Leven en werk
Piet Sanders werd in 1912 geboren in Schiedam als zoon van de architect Pieter Sanders (1882-1937). In 1937 trouwde hij met Ida Sanders (1915-2010). Zij kregen drie kinderen, van wie de jongste, Martijn Sanders, bekend werd als directeur van het Concertgebouw. Sanders studeerde van 1930 tot 1934 rechten aan de Universiteit Leiden. In 1936 begon hij als advocaat te Schiedam. Als jurist was Sanders gespecialiseerd in het arbitragerecht, een onderwerp waarover hij zijn proefschrift en diverse boeken heeft gepubliceerd.

### Oorlogsjaren
In 1940 zou Sanders promoveren bij R.P. Cleveringa. De handelsuitgave van zijn proefschrift Aantasting van arbitrale vonnissen was zelfs al verschenen, maar zijn promotor werd door de Duitse bezetter opgepakt wegens diens protest tegen het ontslag van professor Meijers en andere Joodse hoogleraren. Cleveringa adviseerde Sanders (via een uit de gevangenis van Scheveningen gesmokkeld briefje) bij iemand anders te promoveren, maar dat weigerde Sanders. Hij promoveerde alsnog bij Cleveringa in 1945: de eerste promotie die na de bevrijding in Leiden plaatsvond.
Vanaf 1942 was Sanders geïnterneerd in Kamp Sint-Michielsgestel als een van de jongsten onder de gijzelaars, die fungeerden als onderpand van de Duitse bezetter. Mochten er aanslagen worden gepleegd, dan zouden er gijzelaars worden gedood. Toen op 7 augustus 1942 een aanslag plaatsvond in Rotterdam werden vijfentwintig mensen geselecteerd. Als de daders zich niet uiterlijk 14 augustus zouden melden, zouden zij worden terechtgesteld bij wijze van vergeldingsmaatregel. Sanders was een van hen en hij schreef een afscheidsbrief voor zijn vrouw. Uiteindelijk werd hij niet geëxecuteerd, maar wel vijf anderen, onder wie Robert Baelde en Willem Ruys.

### Naoorlogse jaren

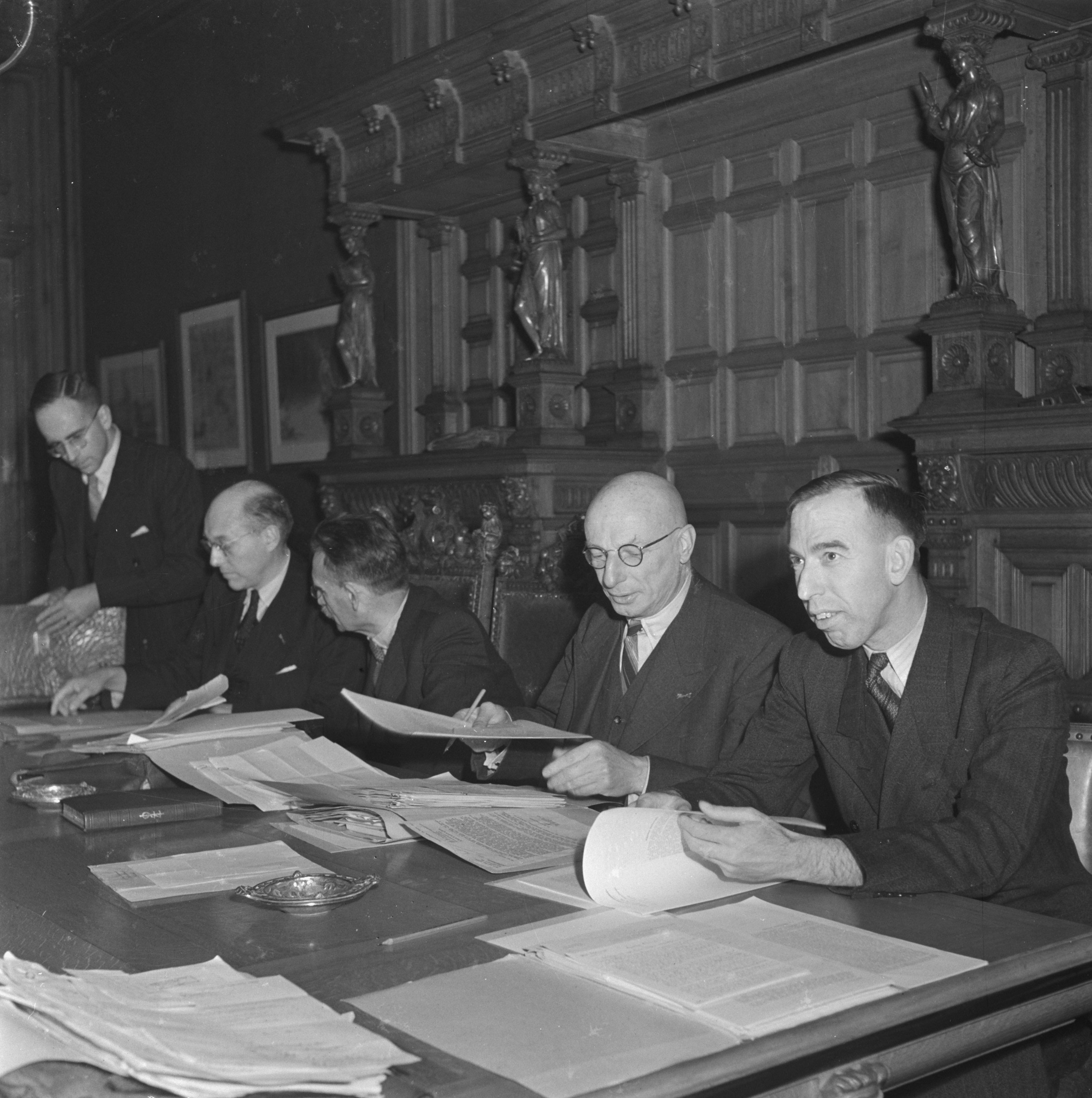
Sanders (uiterst links) als secretaris van de ministerraad in 1945

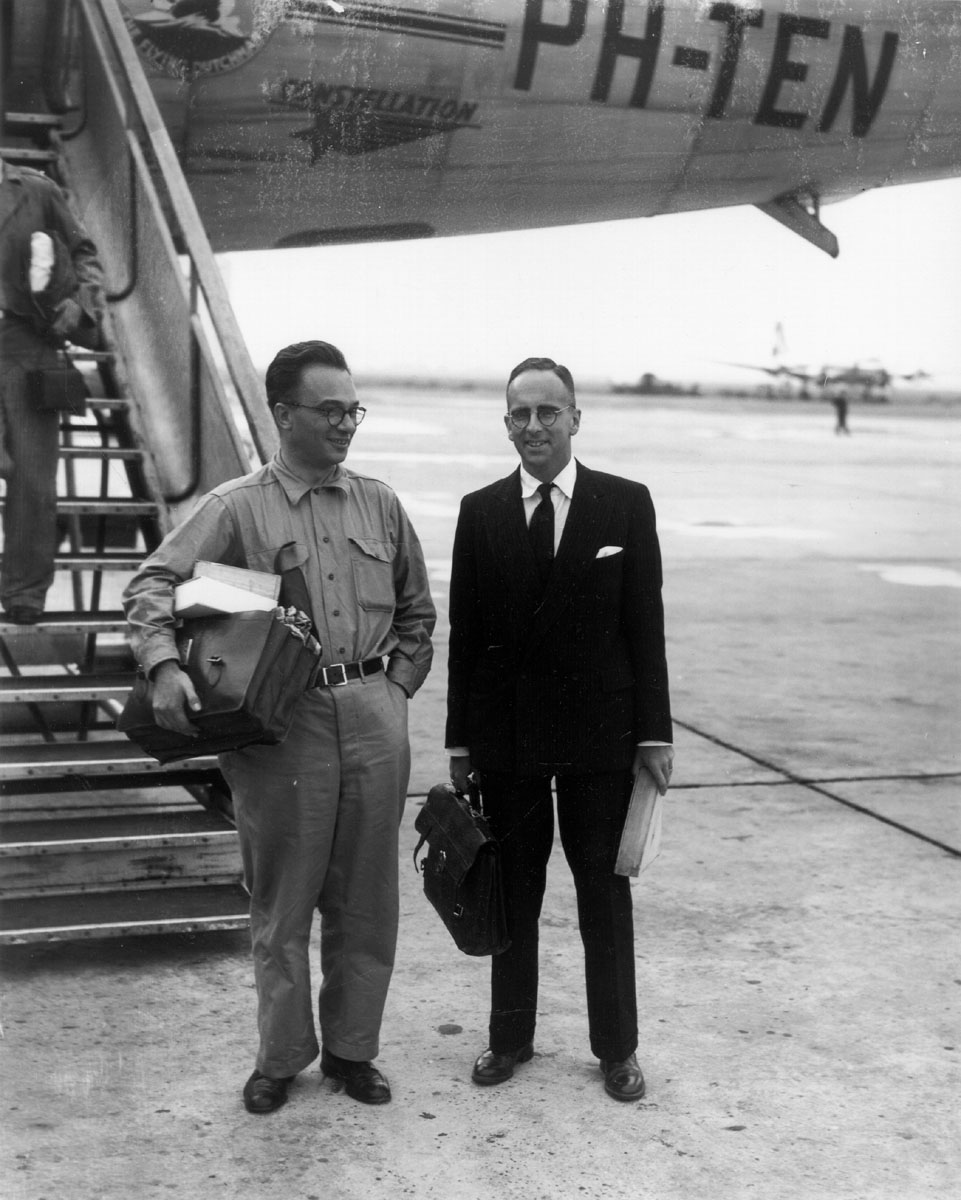
Frans Goedhart (links) en Piet Sanders in 1947.

In 1945 werd Sanders door minister-president Wim Schermerhorn aangesteld als secretaris-generaal van het Ministerie van Algemene Oorlogvoering van het Koninkrijk. Als topambtenaar reisde hij in 1946 mee met zijn PvdA-partijgenoot Wim Schermerhorn, op dat moment voorzitter van de Commissie-Generaal voor Nederlands-Indië, naar Linggadjati voor onderhandelingen met Soekarno. De juristen Sanders en Ivo Samkalden (de latere burgemeester van Amsterdam) onderhandelden op de achtergrond en maakten diverse voorstellen voor de onafhankelijkheid van Indonesië. In 1947 legde Sanders zijn functie neer uit onvrede over het oorlogszuchtige Nederlandse beleid jegens Indonesië. Hij keerde terug naar zijn oude beroep van advocaat in zijn geboorteplaats Schiedam. Van 1959 tot 1981 was hij hoogleraar burgerlijk recht aan de Nederlandse Economische Hogeschool, later de Erasmus Universiteit Rotterdam. Op campus Woudestein heet het gebouw waar de juridische faculteit is gevestigd sinds 2013 Sanders-building en is de juridische faculteitsbibliotheek, de Sanders Law Library, naar hem genoemd.
In 1996 ontving Sanders de hoogste Rotterdamse gemeentelijke onderscheiding, de Van Oldenbarneveltpenning, voor zijn inzet voor de ontwikkeling van de Erasmus Universiteit Rotterdam en zijn grote betrokkenheid bij het Museum Boijmans Van Beuningen en het Museum voor Volkenkunde.
Piet Sanders overleed zes dagen na zijn honderdste verjaardag.

## Kunstverzamelaar
Sanders geldt als een van de meest vooraanstaande kunstverzamelaars van Nederland. Samen met zijn vrouw heeft hij 73 jaar lang kunst verzameld. De nadruk van de collectie lag in eerste instantie op kunst van de Cobra-beweging. In een interview met NRC Handelsblad in 2012 vertelde Sanders dat hij eens verf voor Karel Appel had gekocht toen de schilder geen geld had en gedreigd had verf te gaan stelen. Dit leverde een werk van Appel op dat Sanders in 1937 aanschafte als eerste kunstwerk, een van de weinige aankopen die hij deed zonder zijn echtgenote.
De verzameling van het echtpaar bevatte werken van vooraanstaande kunstenaars als Henry Moore, Anish Kapoor, Ger van Elk, Panamarenko, Barbara Hepworth en Christo en Jeanne-Claude. Het echtpaar reisde diverse malen over de wereld om spontaan een kijkje te nemen in de ateliers van kunstenaars als Constantin Brancusi, Alberto Giacometti en Marc Chagall. Tevens waren ze er vroeg bij toen de eerste belangstelling voor Afrikaanse kunst ontstond.
Veel stukken uit die collectie heeft het stel later aan het Afrika Museum en het Wereldmuseum Rotterdam geschonken. Ook de Erasmus Universiteit Rotterdam heeft veel kunst cadeau gekregen. Vele andere werken zijn inmiddels te vinden in de collectie van andere musea, want in totaal heeft het echtpaar vierhonderd stukken aan musea weggegeven. Alleen al het Stedelijk Museum Schiedam kreeg vijftig stukken cadeau. Sanders is bestuurslid geweest bij vele musea, waaronder het Kröller-Müller Museum en Museum Boijmans Van Beuningen. Voor hun bijdrage aan de kunstwereld ontving het echtpaar Sanders in 1997 de Museumprijs en in 2006 de Zilveren Anjer. In 2010, na het overlijden van zijn vrouw, stopte Sanders met het verzamelen van kunst. Hun drie kinderen zijn eveneens actief in de kunstwereld en hebben eigen verzamelingen opgebouwd.
Ter gelegenheid van zijn honderdste verjaardag, kort voor zijn dood, werden onder de titel Piet en Ida Sanders. Een leven met kunst exposities georganiseerd in het Stedelijk Museum Schiedam en de Erasmus Universiteit Rotterdam.
Op 15 en 16 april 2013 werd de kunstcollectie van Piet en Ida Sanders geveild bij veilinghuis Christie's in Amsterdam. De opbrengst was bijna zes miljoen euro, met als duurste werk Concetto spaziale van Lucio Fontana uit 1954 (€ 1.261.500).
Pieter (1938-2018) en Marieke Sanders, zoon en schoondochter van het echtpaar, schonken in november 2013 uit hun eigen collectie 127 werken van 92 kunstenaars, waaronder schilderijen, objecten, tekeningen, foto’s en video’s aan het Stedelijk Museum in Amsterdam.